# 近角聰信
近角 聰信或いは近角 聡信（ちかずみ そうしん、1922年4月20日 - 2016年5月8日）は、日本の物理学者。専攻は磁性物理学・金属物理学。理学博士（1951年東京大学）。東京大学名誉教授、茅誠司の門下生、ロゲルギストのメンバー。浄土真宗大谷派の近角常観の四男。
下の名前に関して、学習院大学時代の論文を収録したJ-STAGEやCiNii Researchでは聴信と間違って表記されている。

## 来歴
大正11年（1922年）、東京府生まれ。第二高等学校を経て、昭和20年（1945年）、東京大学理学部物理学科を卒業後、同大学院（茅誠司研究室）を経て、1950年より学習院大学に助教授として勤務、53年に31歳で教授に就任。
学習院では自身の提唱した「方向性規則配列」モデルを実証すべく、Ni3Fe単結晶の磁場中冷却効果の実験に熱中、1人で単結晶炉を作り、高感度トルク磁力計を組み立て、扁平回転楕円体の単結晶試料について、磁場中で熱処理しては磁気トルク測定を行うなど精力的に研究し、1959年東京大学物性研究所教授となり、誘導磁気異方性の研究分野を創設した。途中、アメリカのIBM研究所顧問、オーストラリアモナーシュ大学交換教授を兼務。
1963年、東大の総長を6年間務め、定年退官した茅誠司に、多くの茅門下生が学問で迎えるシステムとして茅コンファレンスを発足させた。近角は、その世話人として伴野雄三、安河内昂と共に第1回茅コンファレンスを運営した。第2回は鈴木平、田岡忠美、飯田修一など、門下生のリーダーシップの下に茅コンファレンスが運営された。この茅コンファレンスは2008年6月まで続けられ、第46回のグランドフィナーレ、「21世紀物性科学の展望」をもって幕を下ろした。
近角はまた、大島信太郎（KDD研究所）と共に、日本応用磁気学会の設立と運営に携わった。日本の磁気学は、明治初期に来日したジェームズ・アルフレッド・ユーイングの磁気ヒステリシスの研究以来、常に世界的水準を保ち続け、また、その応用面においても、本多光太郎のKS磁石鋼の発明以来、多くの有名な発明を生んできた。
この間、磁気に関する研究活動は、数多くの学会の場でなされてきたが、理学と工学に関する研究連絡を円滑にするため1967年、日本学術振興会（会長：茅誠司）内に応用磁気第137委員会（大島委員長、近角副委員長）が設置され、以来9年間、その活動は年とともに盛んになり、発足後10年目にあたる1977年4月に、社団法人日本応用磁気学会として独立した。
独立に際して、大島信太郎が初代会長（1977年～1978年）を勤め、近角が第2代会長（1979年～1980年）として学会の運営に携わった。その後、磁気と名の付く学会は日本応用磁気学会が初めてであることと、磁気に関する日本の代表的立場として認識されるようになったことから、2007年に社団法人日本磁気学会と改称、2011年には公益社団法人日本磁気学会となり現在に至っている。
1983年4月に東京大学を定年退官。退官を記念して、近角に指導を受けて成長した弟子や、親しく研究生活を共にした研究者が集まって、実験家の立場から最近の磁性物理学とその応用に関する諸問題を概説した本「磁性物理学とその応用」（裳華房）が出版された。
1983年、慶応義塾大学理工学部教授、東大名誉教授。1987年、日本磁気学会賞を受賞。1988年、慶応義塾大学客員教授を経て1990年江戸川大学教授。1991年、「強磁性体の物性と応用に関する研究」で本多記念賞を受賞。
1998年江戸川大学退職。以降は、本の執筆を中心にした活動を続け、2016年5月8日、東京都内の施設で逝去。94歳没。この時点で、ロゲルギストは全員が故人となった。

## 著作

### 単著
- 『少年実驗室 少年少女の最新科學實驗集 たのしい實驗集』少年文化社, 1949.3
- 『初等物理学講座 A篇 第6 物理学の基礎 電磁気学. 上』生活百科刊行会, 1956
- 『強磁性体の物理』 (物理学選書) 裳華房, 1959
- 『日常の物理学 一物理学者の随想』東書選書 東京書籍, 1983.3
- 「Physics of Ferromagnetism」(Oxford University Press) 1997年 ISBN 0-19-851776-9
- 「基礎電磁気学」（培風館）1990年 ISBN 4563021903
- 「日常の物理事典」（東京堂出版）1994年 ISBN 9784490103724
- 「独創のすすめ」（東京堂出版）1994年 ISBN 9784490202380
- 「物性科学入門」（裳華房）1999年 ISBN 978-4-7853-2609-8
- 「続 日常の物理事典」（東京堂出版）2000年 ISBN 9784490105490
- 「電磁誘導・交流・電磁波」（培風館）2001年 ISBN 9784563023577
- 「物理学汎論：物理の考え方」（培風館）2002年 ISBN 4563023604

### 共著・共編
- 『電磁気学 大学演習』霜田光一共編. 裳華房, 1956
- 『磁性物理の進歩』 (金属物理シリーズ） 編. アグネ, 1964
- 『実験物理学講座 第17巻 (磁気)』近角聡信 等編. 共立出版, 1968
- 『材料科学講座』全7巻 橋口隆吉共編. 朝倉書店, 1968-69
- 『磁性体ハンドブック』太田恵造,安達健五,津屋昇,石川義和共編 朝倉書店, 1975
- 『物性科学のすすめ』編. 培風館, 1977.5
- 『続・物性科学のすすめ』編. 培風館, 1980.9
- 「磁性物理学とその応用」（裳華房）1984年 ISBN 978-4-7853-2905-1 執筆者：近角聰信･伊達宗行･三浦登･石川義和･安達健五・中村陽二・脇山徳雄･高橋実･溝口正･牧野好美・今村修武・杉田愃・弘田栄一・外村彰
- 『最新元素知識 改訂』近角聡信 [ほか]著. 東京書籍, 1985.5
- 「磁性流体-基礎と応用」（日刊工業新聞社）1988年 武富荒共著 ISBN 978-4-526-02352-1
- 「磁気工学ハンドブック」（朝倉書店）1998年 川西健次・櫻井良文共編著) ISBN 978-4-254-21029-3
- 「理解しやすい物理Ⅰ・Ⅱ」(文英堂)2004年 三浦登共著) ISBN 978-4578241195
- 「磁性体ハンドブック」（朝倉書店）2006年 ISBN 978-4-254-13097-3 太田恵造・安達健五・津屋昇・石川義和共編著)
- 「理解しやすい物理基礎」（文英堂）2013年 三浦登共著) ISBN 978-4-578-24217-8

　近角がメンバーとなっていたロゲルギストによる書作物は以下の通りである.
物理の散歩道（岩波書店）：1963年から1972年にかけて出版
- 物理の散歩道（1963年8月）
- 続 物理の散歩道（1964年6月）
- 第三 物理の散歩道（1966年9月）
- 第四 物理の散歩道（1969年3月）
- 第五 物理の散歩道（1972年5月）

新 物理の散歩道（中央公論社、筑摩書房）
：2009年5月からちくま学芸文庫の〈Math&Scienceシリーズ〉で復刊
- 新 物理の散歩道 第1集（2009年5月, ISBN 978-4-480-09231-1）
- 新 物理の散歩道 第2集（2009年6月, ISBN 978-4-480-09232-8）
- 新 物理の散歩道 第3集（2009年11月, ISBN 978-4-480-09233-5）
- 新 物理の散歩道 第4集（2009年12月, ISBN 978-4-480-09234-2）
- 新 物理の散歩道 第5集（2010年1月, ISBN 978-4-480-09235-9）